# Eddie Vartan
 (mars 2021).
Si vous disposez d'ouvrages ou d'articles de référence ou si vous connaissez des sites web de qualité traitant du thème abordé ici, merci de compléter l'article en donnant les références utiles à sa vérifiabilité et en les liant à la section « Notes et références ».
Pour les articles homonymes, voir Vartan.
Eddie Vartan est un auteur-compositeur-interprète et chef d'orchestre bulgare naturalisé français, né le 5 septembre 1937 à Sofia et mort le 19 juin 2001 à Paris.
Il est le frère de la chanteuse Sylvie Vartan.

## Biographie

### Jeunesse
De son vrai nom Edmond Vartan, il fuit le régime totalitaire de la République populaire de Bulgarie avec ses parents et sa sœur Sylvie pour s'installer à Paris en décembre 1952.

### Carrière
Instrumentiste et claviériste, il joue du jazz sur son orgue Hammond au sein d'un quartet au club le Blue Note à Paris, en 1958. Par la suite, il compose de nombreuses chansons à succès ainsi que plusieurs musiques de film, notamment pour Michel Audiard et Georges Lautner.
Il est à l'origine des débuts de sa sœur Sylvie dans la chanson, en 1961. Il reste longtemps son chef d’orchestre et compose pour elle de nombreuses chansons ainsi qu'une dizaine de titres pour son beau-frère et ami Johnny Hallyday. Il est coauteur (et souvent orchestrateur) de nombreuses chansons.

### Décès
Le 19 juin 2001, Eddie Vartan meurt dans le 10e arrondissement de Paris, à l'hôpital des suites d'une hémorragie cérébrale à l'aube de ses 64 ans. Il est enterré dans le caveau familial du petit cimetière de Loconville (Oise) au pied de l'église, auprès de sa grand-mère paternelle, d'une de ses tantes et de ses parents qui habitaient le manoir de Gagny, acheté en 1962 grâce aux premiers cachets de Sylvie devenue chanteuse à succès. Lorsque sa  sœur s'installe aux États-Unis, il occupe et entretient cette propriété familiale qui sera vendue peu après sa disparition. Sur la tombe est gravée une portée musicale avec quelques notes.

### Vie privée
Il est le père de deux garçons : Michael né en 1968 de son union avec sa première femme, Doris, et Nicolas né en 1983 avec Florence sa deuxième femme. Il est l'oncle du chanteur David Hallyday.
Passionné de compétition automobile, il participa à de nombreuses courses amateurs, notamment sur Simca 1000 Rallye, après le lancement au Printemps 1971 du challenge Simca Racing Team.

## Œuvres

### Musiques de film
- 1963 : Les Baisers (film à sketchs), section Baiser de Judas de Bertrand Tavernier
- 1963 :  D'où viens-tu Johnny ? de Noël Howard  (co-composé avec Jean-Jacques Debout)
- 1968 : À tout casser de John Berry
- 1969 : Tout peut arriver de Philippe Labro
- 1970 : Le Cri du cormoran le soir au-dessus des jonques de Michel Audiard
- 1971 : Il était une fois un flic de Georges Lautner
- 1971 : La Saignée de Claude Mulot
- 1972 : Elle cause plus... elle flingue de Michel Audiard
- 1972 : Quelques messieurs trop tranquilles de Georges Lautner (co-composé avec Pierre Bachelet)
- 1974 : Vive la France de Michel Audiard
- 1974 : Comment réussir quand on est con et pleurnichard de Michel Audiard
- 1974 : C'est jeune et ça sait tout de Claude Mulot

Eddie Vartan apparaît, aux côtés de sa sœur et de Bruno Coquatrix, dans le film Cherchez l'idole (1964) de Michel Boisrond.